# Clematis tibetana
Clematis tibetana är en ranunkelväxtart. Clematis tibetana ingår i släktet klematisar, och familjen ranunkelväxter.

## Underarter
Arten delas in i följande underarter:
- C. t. tibetana
- C. t. laciniifolia
- C. t. lineariloba
- C. t. pamiralaica
- C. t. vernayi